# みささぎ楓李
みささぎ 楓李（みささぎ ふうり）は、日本の漫画家、イラストレーター。ボーイズラブ作品を多く手がけている。

## 作品リスト

### ゲーム原画
- 鬼畜眼鏡（原作：Spray）

### 漫画
- AB motion 1～4　※4巻は新版のみ
- ワタルセレクション―みささぎ楓李作品集
- 萩原＆艶夜シリーズ
  - 君が残した気持
  - 君と彼と私
  - 君を抱締める両腕
  - 君と歩む日常
- ラヴミラクル（原作：山本えみこ）
- 五芒星の咲く季節1～3
- クロスライト
- オヤジ回廊へようこそ1～2
- 引っ越してきました。お隣に
- 狭間にある空音
- 雨色の居場所
- 野獣主義
  - 野獣主義 -羊編-
  - 野獣主義 -狼編-
  - 野獣主義 -虎編-
  - 野獣主義 -子羊編-（電子書籍のみ）
- 鬼畜眼鏡（原作：Spray）
  - 鬼畜眼鏡 -克哉×御堂編-
  - 鬼畜眼鏡 -本多×克哉編-
  - 鬼畜眼鏡 -御堂×克哉編-
  - 鬼畜眼鏡 全カップリング網羅編
  - 鬼畜眼鏡 Another みささぎ楓李 同人誌再録集
- いつかきっとLOVE
- ネコ耳×彼氏
- タカサゴチドリ
- 想い人
- 満月に叢雲
- 9割ツンのネコミミ彼氏
- 運命の相手は、やんごとなき人でした（原作：佐倉紫、キャラクター原案：稲垣のん）
- お色気担当の姉と、庇護欲担当の妹に挟まれた私（原作：完菜、キャラクター原案：双葉はづき）

アンソロジー
- 新撰組コミックアンソロジー血風編
- 陰陽師アンソロジー歳星之巻
- 陰陽師アンソロジー黄龍之巻
- 陰陽師アンソロジー蛍惑星之巻
- 陰陽師アンソロジー黒龍之巻
- 陰陽師アンソロジー紫龍之巻
- 陰陽師アンソロジー天空之巻
- 陰陽師アンソロジー北斗の巻

### 挿絵（小説イラスト）
- もう一度ONLY YOU（著：高坂結城）
- ヨコハマ浪漫す（著：綾乃なつき）
  - 夢見る乙女じゃいられない ヨコハマ浪漫す
  - 片翼の天使 ヨコハマ浪漫す
- 恋愛遺伝子（著：高月まつり）
- 優しくない波シリーズ（著：火崎勇）
  - 優しくない波
  - 優しい獣
- スキャンダルな独占欲（著：らんどう涼）
- LOVE折檻!?（著：新條由貴）
- 白衣のロマンス（著：バーバラ片桐）
- 極楽セールスパラダイス（著：バーバラ片桐）
- Love of fate 1～3（著：黒木安芸）
- 官能のスパイラル（著：ふゆの仁子）
- 血のように甘く（著：バーバラ片桐）
- にぎやかなユウウツ（著：北川とも）
- 容赦なく恋に落ちなさい（著：橘なつめ）
- おじさんと呼ばないで（著：賀田まいと）
- 恋の達人（著：剛しいら）
- 夢は夜ごとに訪れて（著：火崎勇）
- 好き があるからコワくない!!（著：夢香雅）
- 美しい凶器（著：早瀬響子）
- 君のためにできること（著：黒木安芸）
- 嘘と毒薬（著：バーバラ片桐）
- 学園ラブラブ大作戦（著：バーバラ片桐）
- 恋愛不器用（著：ひじり聖）
- 愛玩契約（著：音理雄）
- ソウル・ドライブ（著：高尾理一）※新装版から担当
- 硝子の檻の虜因（著：森住凪）
- 鬼畜眼鏡 克哉×御堂編（原作：Spray、著：TAMAMI）
- ふしぎなひと（著：滝井ルカ子）
- 淫虐の檻に縛られて（著：早瀬響子）
- 砂漠の秘宝に魅せられて（著：藤村裕香）
- キケンな恋人シリーズ（著：水月真兎）※電子新装版から担当
  - キケンな恋人
  - キケンな情熱
- 私の弟はアイドルで恋人～好きになって良いはずないじゃない～（著：如月一花）
- どSなバーテンダーとバリキャリOL（著：叶マリン）
  - どSなバーテンダーとバリキャリOL～上手にできたらもっとHなご褒美をあげるよ～
  - 続・ドSなバーテンダーとバリキャリOL～正直になれたら、またHなご褒美をあげるよ～
- 年下御曹司と交際ゼロ日妊活スタート～手負いのイケメンに迫られて気づいたら結婚してました～（著：有允ひろみ）

### 画集・イラスト集（大型本）
- プリンセスノート2009 3月号
- 鬼畜眼鏡 ボツ画集
- 鬼畜眼鏡 ラフ画集